# NetBeans
NetBeans is een opensourceproject gebaseerd op Xelfi, een universiteitsproject in Praag (Tsjechië) dat begon in 1997. Sun (overgenomen door Oracle) richtte het opensourceproject NetBeans op in juni 2000.

## Overzicht
Het project bestaat uit twee producten:
- De integrated development environment (IDE) NetBeans is een gratis ontwikkelomgeving - een hulpmiddel voor programmeurs om programma's te schrijven, compileren, debuggen en implementeren. Het is geschreven in Java, maar ondersteunt ook andere talen. Er is ook een aantal modules beschikbaar om de NetBeans-IDE uit te breiden.[2] De NetBeans-IDE is een gratis product zonder beperkingen over hoe het gebruikt kan worden.
- Ook beschikbaar is het NetBeans Platform; een gratis modulaire en uitbreidbare basis dat dient als een softwareruggengraat voor de ontwikkeling van grote desktopapplicaties. ISV-partners voorzien meerwaardeplug-ins die gemakkelijk integreren in het Platform en die ook kunnen gebruikt worden om hun eigen tools en oplossingen te ontwikkelen.

Beide producten zijn open source en vrij voor commercieel en niet-commercieel gebruik. De broncode is beschikbaar voor hergebruik onder de Common Development and Distribution License (CDDL). Voor versie 5.5 werd de Sun Public License gebruikt.